# Walerian Judkowiak
Walerian Józef Judkowiak (ur. 14 października 1927, zm. 26 października 2022 w Dobroszowie Wielkim) – polski działacz partyjny i państwowy, w latach 1975–1980 wicewojewoda gorzowski.

## Życiorys
Wstąpił do Polskiej Zjednoczonej Partii Robotniczej. Wieloletni pracownik administracji państwowej, przez kilkanaście lat sprawował funkcję dyrektora Wydziału Handlu i Przemysłu w Urzędzie Wojewódzkim w Zielonej Górze. Był związany w Wojewódzkim Komitetem Frontem Jedności Narodu w Gorzowie Wielkopolskim. Od 1 czerwca 1975 do 30 czerwca 1980 pełnił funkcję wicewojewody gorzowskiego, następnie został prezesem WSS „Społem”. W III RP związany z prywatnym biznesem jako wspólnik przedsiębiorstw.
28 października 2022 pochowany na Starym Cmentarzu Komunalnym w Zielonej Górze.

## Odznaczenia
W 1952 odznaczony Brązowym Krzyżem Zasługi.